# Anglet

Anglet (bască Angelu, occitană Anglet) este un oraș din sudul Franței, situat în departamentul Pyrénées-Atlantiques, în regiunea Aquitania.
1. ↑  répertoire géographique des communes, accesat în 26 octombrie 2015
2. ↑  dataset of postal codes in France, 1 octombrie 2018